# Lackov
Lackov – wieś (obec) na Słowacji położona w kraju bańskobystrzyckim, w powiecie Krupina. Pierwsze wzmianki o miejscowości pochodzą z roku 1341.
Według danych z dnia 31 grudnia 2012, wieś zamieszkiwały 104 osoby, w tym 51 kobiet i 53 mężczyzn.
W 2001 roku pod względem narodowości i przynależności etnicznej miejscowość zamieszkiwali wyłącznie Słowacy.
Ze względu na wyznawaną religię struktura mieszkańców kształtowała się w 2001 roku następująco:
- Katolicy rzymscy – 91,87%
- Ewangelicy – 4,88%
- Ateiści – 3,25%